# Les Indomptables (film)
Pour les articles homonymes, voir Les Indomptables (homonymie).
Pour plus de détails, voir Fiche technique et Distribution.
Les Indomptables (The Lusty Men) est un western réalisé par Nicholas Ray et Robert Parrish en 1952.
Le film est produit par Jerry Wald et Norman Krasna (Wald-Krasna productions) et la RKO. Le scénario et l'adaptation sont de David Dortort, Horace McCoy, Alfred Hayes Andrew Solt et Jerry Wald d'après un roman de Claude Stanush.

## Synopsis

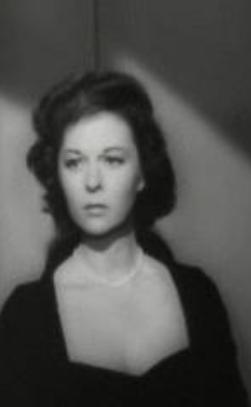
Susan Hayward

Jeff McCloud, une gloire du rodéo handicapé par une blessure qui tarde à guérir, venu visiter la maison de sa naissance fait la rencontre de Wes et Louise Merritt, un jeune couple venu visiter la même maison dans le but de l'acheter. Wes demande à McCloud de l’initier au rodéo. McCloud parvient à en faire un champion, ce qui crée des tensions avec Louise, inquiète des risques que court son époux.
L'ascension et la gloire rapide de Wes Merritt inquiétant toujours plus Louise, elle prie Jeff de l'inciter à arrêter, et c'est alors que celui-ci lui déclare que sa seule motivation pour lui enseigner son art était de se trouver près d'elle, car il est amoureux de Louise. Mais elle refuse son amour.
McCloud accède à la demande de Louise et l'emmène à une fête, ce qui provoque une dispute avec Wes qui dégénère en bagarre, Jeff mettant KO le jeune homme. Après cela, McCloud décide de refaire du rodéo, malgré son manque de préparation. Au début tout se passe bien, mais à la fin de l' épreuve sur un mustang il tombe du cheval, un de ses pieds restant pris dans un étrier, il est  traîné sur la piste.
Cet accident provoque la mort de Jeff McCloud et une prise de conscience de Wes Merritt, qui décide d'arrêter le rodéo pour réaliser son premier projet, prendre une ferme et y vivre tranquillement avec son épouse.

## Fiche technique
- Titre : Les Indomptables
- Titre original : The Lusty Men
- Réalisation : Nicholas Ray et Robert Parrish
- Scénario : David Dortort, Alfred Hayes, Horace McCoy, Andrew Solt, Jerry Wald, d'après un roman de Claude Stanush
- Photographie : Lee Garmes
- Décors : Darrell Silvera et Jack Mills (en)
- Costumes : Michael Woulfe
- Montage : Ralph Dawson
- Musique : Roy Webb
- Production : Jerry Wald
- Société de production : RKO Radio Pictures
- Pays de production :  États-Unis
- Langue originale : Anglais
- Format : Noir et blanc - 1.37:1, 35 mm - Son : Mono
- Durée : 113 minutes
- Dates de sortie :
  - États-Unis : 24 octobre 1952
  - France : 21 août 1953
- Affiche : Giuliano Nistri (Italie)

## Distribution
- Susan Hayward (VF : Jacqueline Ferrière) : Louise Merritt
- Robert Mitchum (VF : Roger Tréville) : Jeff McCloud
- Arthur Kennedy (VF : Jacques Thébault) : Wes (Wally en VF) Merritt
- Arthur Hunnicutt (VF : Camille Guérini) : Booker Davis
- Frank Faylen (VF : Richard Francœur) : Al (Charles en VF) Dawson
- Walter Coy (VF : Jacques Beauchey) : Buster Burgess
- Carol Nugent : Rusty (Rustine en VF) Davis
- Lorna Thayer : Grace (Gracie en VF) Burgess
- Maria Hart : Rosemary Maddox
- John Mitchum : Jack Nemo
- Dan White (VF : Michel Gudin) : le premier annonceur de rodéo
- Sam Flint : le docteur
- George Sherwood (VF : Jean Brunel) : le vétérinaire
- Burt Mustin (en) (VF : Paul Villé) : Jeremiah Watrus
- Glenn Strange (VF : Pierre Morin) : Rig Ferris, le contremaître
- Marshall Reed (VF : Guy Decomble) : Jim-Bob Tyler (Kyler en VF)
- Jimmie Dodd (VF : Roger Rudel) : Red (Jack en VF) Logan
- Eleanor Todd (VF : Rolande Forest) : Babs (Baby en VF)
- Sheb Wooley (VF : Jean Violette) : le joueur de dés à la gauche de Burgess
- Dennis Moore : Caissier

### Non crédités
- Roy Glenn : Cuisinier
- Emile Avery : Cowboy du combat au couteau
- Barbara Blaine
- Hazel Boyne
- Robert Bray (en) : Fritz
- Buck Bucko : Officiel du rodéo
- Roy Bucko : Officiel du rodéo
- Bob Burrows : Cowboy
- Mary Jane Carey
- Lane Chandler : Annonceur du rodéo #4
- Sam Flint : Médecin
- Bob Folkerson : Cowboy du rodéo
- Clem Fuller : Cowboy
- Slim Gaut : Spectateur du rodéo
- James Gonzalez : Patron du bar
- Chick Hannan (en) : Cowboy
- Don Happy : Cowboy
- Riley Hill (en) : Hoag, employé du ranch
- Alice Kirby
- Mike Lally : Manager du Monte Carlo Club
- Frank Matts : Cowboy
- Billy McCoy : Spectateur du rodéo
- Nancy Moore
- Fox O'Callahan : Officiel du rodéo
- Joe Phillips : Officiel du rodéo
- Bob Reeves (en) : Officiel du rodéo
- Chuck Roberson : Cowboy
- Louise Saraydar
- Rocky Shahan (en) : Cowboy du combat au couteau
- Bert Spencer : Patron du bar
- Jean Stratton
- Jack Tornek : Spectateur du rodéo
- Ralph Volkie : Slicker
- Chili Williams
- Sally Yarnell : Spectateur du rodéo

## Commentaires
Ce film de Nicholas Ray est sa première fiction à prendre comme thème le rodéo. Sa particularité principale est d'être un westen «moderne» puisque l'action est située dans les États-Unis contemporains (les années 1950), le rodéo étant devenu un spectacle pour les vachers et une façon de gagner de l'argent pour les plus doués.
Dans ce film on retrouve la majeure partie des thématiques et des thèmes qui parcourent l'œuvre de Nicholas Ray : l'amour impossible (Les Amants de la nuit, Johnny Guitare...), les «rebelles sans causes intelligentes'' La Fureur de vivre), l'échec du  «wrong [wo]man in the wrong place» («mauvaise personne à la mauvaise place») qui est le négatif du mythe américain de la réussite, «the right man in the right place» (Johnny Guitare, Le Roi des rois...), la nostalgie d'une époque révolue.
La scène où l'on voit Robert Mitchum ramper sous sa maison d'enfance pour retrouver des souvenirs cachés sur une poutre de fondation : un pistolet, une petite boîte métallique et un exemplaire de Wild West Shows, servira de modèle pour une scène identique d'un film de Wim Wenders, Au fil du temps, où l'on voit Rüdiger Vogler ramper sous une maison pour prendre une boîte pleine de bandes dessinées. Cette scène figure aussi dans le film documentaire Nick's Movie, et Wim Wenders dévoile cette anecdote dans la version où il commente le film.